# Кетська міфологія
Кетська міфологія — міфологія кетів, що включає в себе легенди, казки, дані, що стосуються ритуалів шаманського типу та інші релігійні уявлення. Кетська релігійно-міфологічна система являє собою ієрархію, в якій виділяється шість рівнів. Зв'язок між рівнями здійснюється за допомогою сюжетів, в яких беруть участь персонажі різних рівнів.

## Рівні кетської релігійно-міфологічної системи

### Перший рівень
До першого (вищого) рівня кетської міфології відноситься лише один міфологічний персонаж — верхній бог Єсь (Eş, що перекладається як «небо» і «бог» або «обожнюване небо») . В його образі кети уособлювали небо і пов'язані з ним явища природи — грім (Eş deşij, «Єсь кричить» — фраза, сказана під час грому), блискавки, хмари і навіть північне сяйво — «вогонь неба-Єся» (Eş (dә) bok). Саме небо називається кетською «Єсевою шкірою» (Eşt holәt). У багатьох фольклорних сюжетах є вказівка на те, що Єсь живе на небі, вище сьомого кола верхнього світу. Деякі кети, знайомі з православною релігією та християнськими обрядами, схильні ідентифікувати Єся з християнським богом.

### Другий рівень
До персонажів другого рівня відноситься уособлення злого начала, володарка підземного світу Хоседем, яка має у кетській мові відразу кілька паралельних назв: Хоşedæm, Хоşijdæm, Hosejdam тощо і перекладається як «мати Хосія (Hosij)». Хоседем насилає негоду, біди і пристріт, мор, а також смерть і хвороби людей, пожираючи їхні душі — ульвей (uļwej). За одними легендами, Хоседем живе в землі, за іншими — на скелі на північному острові в гирлі Єнісею . Існує кілька версій про її зв'язки з Єсем — згідно з однією, Хоседем була дружиною Єся і жила разом з ним в його прозорому палаці. Але одного разу вона зрадила Єсю і пішла до Місяця, за що й була скинута на землю колишнім чоловіком. За іншою версією, Хоседем сама вирішила покинути небо. До цього ж рівня відноситься Томем (Tomam, Tomæm, «мати спека»), яка пов'язана з півднем, спекою, сонцем. У той час як Хоседем пов'язана з північчю і зимою, Томем — з півднем і весною.

### Третій рівень
До третього рівня відносяться персонажі-герої епосу. Дох і Альбе — перші культурні герої кетів, які протистоять Хоседем. Альбе виступає першою людиною або навіть учасником акту створення світу, в той час як Дох жив пізніше, про що свідчить сюжет про його смерть, відокремлений від часу оповідача проміжком у 300 років. До цього ж рівня відносять трьох братів: Бальне, Белегене і Торете, подвиги яких найкраще засвідчені в кетських казках. Крім цих п'яти героїв до третього рівня відносяться й інші герої, зокрема, великі шамани минулого: Пуртос, на слова якого посилаються в шаманських піснях, і шаман Василь Лєсовкін, який знаходиться на перетині історичного часу і часу оповідача. Він фігурує в трагічній ситуації зіткнення кетів з некетами, що призводить до загибелі шамана і припинення традиції великих шаманів.

### Четвертий рівень
До четвертого рівня відносяться духи — втілення земної природи. Сюди входять земляні і водяні духи Дотетем, Лютись, Кай-гусь, Уль-гусь та інші. Всі ці істоти живуть у лісах і річках і здатні призвести до травмування людей, хоча не завжди активно прагнуть цього. До іншого класу цього рівня належать об'єкти, що становлять систему охорони людини і достатку його будинку. До таких об'єктів належить Алел — помічник людини в боротьбі з бідами, хворобами і злими духами, представлений у вигляді дерев'яної фігурки маленької людини, одягненої в звірині шкурки. До окремого класу цього рівня відносяться об'єкти природи — тварини: в першу чергу, ведмідь, а також гагара як птах нижнього світу, орел як птах верхнього світу, лебідь, олень, бобер, минь. Особливий клас складають небесні об'єкти: Місяць, Сонце, деякі зорі і сузір'я. При цьому Велика Ведмедиця і Оріон зображуються у вигляді тварин (як лось і олень) і примикають до попереднього класу. Ще один клас всередині цього рівня — ворожі кетам «некети»: евенки, юраки, росіяни. Останній клас цього рівня складають персонажі, що раніше, можливо, належали до більш високих рівнів, але в текстах 20 ст. виступають у казковому часі й іноді протиставлені один одному як добре і зле начала: Хунь — дочка Сонця або саме Сонце і Калбесем.

### П'ятий рівень
П'ятий рівень кетської міфології представлений шаманами. Шаманізм у кетській міфології пов'язаний з переродженням шамана, пояснюваним уселенням в нього духів. Самі ці духи можуть розглядатися як об'єкти четвертого рівня. Шамани можуть відрізнятися за силою своїх шаманських здібностей (відмінність між великими шаманами і малими шаманами).

### Шостий рівень
Головним персонажем шостого рівня є сама людина. Однак, подібно до того, як шаман стає шаманом тільки після вселення в нього духів, людина стає об'єктом цього рівня тільки після вселення в нього його головної (сьомої) душі — ульвей, яка супроводжує людину протягом всього її життя.